# 愛別インターチェンジ
愛別インターチェンジ（あいべつインターチェンジ）は、北海道上川郡愛別町字愛別にある旭川紋別自動車道のインターチェンジ。

## 歴史
- 2004年（平成16年）
  - 3月27日：比布JCT - 愛別IC間（旭川愛別道路）が開通[1]。
  - 10月30日：愛別IC - 愛山上川IC間（愛別上川道路）が開通

## 周辺
愛別町中心部は当ICから約2 km北に位置する。また、協和温泉・愛別ダム方面への最寄ICとなっている。
- 愛別駅（JR北海道・石北本線）
- 石狩川
- 旭川国際カントリークラブ
- 当麻ダム（当麻川）

## 接続する道路
- 直接接続
  - 北海道道1169号愛別インター線

- 間接接続
  - 北海道道140号愛別当麻旭川線
  - 国道39号
  - 北海道道101号下川愛別線

## 隣
E39 旭川紋別自動車道（旭川愛別道路 / 愛別上川道路）
(1) 比布北IC - (2) 愛別IC - (2-1) 愛山上川IC